# Herbert Hirschler (Politiker)
Herbert Siegfried Hirschler (* 15. Juli 1948 in Frankfurt am Main) ist ein deutscher Volkswirt und ehemaliger Staatssekretär. Er wohnt in Geisenheim im Rheingau-Taunus-Kreis.
Herbert Hirschler studierte von 1968 bis 1975 an der Universität Frankfurt am Main mit Abschluss als Diplom-Volkswirt und  Diplom-Handelslehrer. Er wurde 1978 mit einer Arbeit über „Kompensatorische Finanzierungsmodelle und ihre Bedeutung für die wirtschaftlich weniger entwickelten Länder“ promoviert.
Er wechselte in den Staatsdienst und war von 1976 bis 1991 im Hessischen Ministerium für Wirtschaft und Technik tätig, zuletzt als Referatsgruppenleiter. Von 1991 bis 1999 war er Regierungsvizepräsident in Darmstadt. Von 1999 bis 2004 war er Staatssekretär im Hessischen Ministerium für Wirtschaft, Verkehr und Landesentwicklung. Anschließend war er bis 2012 für die Wirtschafts- und Infrastrukturbank Hessen tätig, zuletzt als Sprecher der Geschäftsführung. Vom Januar bis Mai 2012 trat Hirschler erneut in der Hessischen Landesregierung als Staatssekretär im Hessischen Kultusministerium ein, bevor er die Aufgabe als Beauftragter der Landesregierung für das Wohnungswesen übernahm. Zuletzt war er von Mai bis Dezember 2015 interimsweise kaufmännischer Geschäftsführer der Berlinovo Immobilien Gesellschaft mbH.
Hirschler ist seit 1967 Mitglied der FDP. Von 1994 bis 2019 war er Vorsitzender des Vorstandes der Karl-Hermann-Flach-Stiftung.